# Anna Kańtoch
Anna Kańtoch, född 28 december 1976 i Katowice, Polen, är en polsk fantasyförfattare.
Kańtoch avlade sin grundexamen i orientalistik vid Jagellonska universitetet i Kraków. Hon använder pseudonymen Anneke.